# Élections législatives norvégiennes de 1985
Les élections législatives norvégiennes de 1985 (Stortingsvalet 1985, en norvégien) se sont tenues le 9 septembre 1985, afin d'élire les cent cinquante-sept députés du Storting pour un mandat de quatre ans.

## Résultats
Le bloc de gauche (Ap + Sv)  totalise 77 sièges, alors que le bloc bourgeois (H, Sp et KrF)  totalise 78 sièges. Or il faut avoir 79 sièges pour avoir la majorité absolue. Si le Parti du progrès n'est pas considéré comme fréquentable et qu'il ne possède que deux sièges, il n'empêche qu'il joue un véritable rôle d'arbitre.
Le gouvernement Willoch reste donc en place mais cette fois-ci le gouvernement est minoritaire. Il reçoit donc le soutien du Parti du progrès, pendant huit mois, qui décide ensuite de voter contre le gouvernement, lequel est renversé le 8 mai 1985. Le second gouvernement Brundtland, minoritaire, se met en place dès le lendemain.
Enfin, le parti social-libéral Venstre - pour la première fois de son histoire - n'obtient aucun député au Storting.